# Bottoms Up (filme de 1934)
Bottoms Up (Brasil: Loucuras de Hollywood / Portugal: À Conquista de Hollywood[carece de fontes?]) é um filme norte-americano de comédia musical de 1934, lançado pela Fox Film Corporation, e dirigido por David Butler que participou da criação da estória original e do roteiro juntamente com o produtor Buddy G. DeSylva e o ator Sid Silvers. O filme é estrelado por Spencer Tracy, Pat Paterson, John Boles e Herbert Mundin; em um papel secundário Thelma Todd.

## Sinopse
O filme narra a estória de um promotor (Spencer Tracy) que ajuda uma atriz de Hollywood (Pat Peterson) em busca do estrelato. Porém ela se volta contra ele.[carece de fontes?]

## Elenco
- Spencer Tracy como 'Smoothie' King
- Pat Paterson como Wanda Gale
- John Boles comoas Hal Reed
- Sid Silvers como Spud Mosco aka Reginald Morris
- Herbert Mundin como Limey Brook aka Lord Brocklehurst
- Harry Green como Louis Baer aka Wolf
- Thelma Todd como Judith Marlowe
- Robert Emmett O'Connor como Detetive Rooney
- Dell Henderson como Lane Worthing
- Suzanne Kaaren como a secretária de Wolf
- Douglas Wood como Baldwin